# Фабіо Манчіні
Фабіо Манчіні (англ. Fabio Mancini; нар. 11 серпня 1987 року) — манекенник і модель.

## Біографія
Фабіо Манчіні народився в місті Бад-Хомбург, Німеччина. У чотирирічному віці разом із сім'єю переїхав до Мілану. Його батько має італійське походження, а мати — індійське. Наразі Фабіо живе в Мілані.

## Модельна кар'єра
Модельна кар'єра Манчіні почалася у 23 роки, коли на вулиці його помітив модельний агент Массімо Курелла. Уже за кілька днів він організував для Фабіо першу фотосесію, під час якої той успішно себе проявив. Далі кар'єра Фабіо стрімко пішла вгору — про це свідчить його перший показ для модного дому Giorgio Armani та Emporio Armani. Протягом кількох наступних років Фабіо представляв італійський дім моди Armani, що включає бренди Giorgio Armani, Emporio Armani та Armani Jeans. У 2014 році Фабіо протягом кількох сезонів був обличчям лінії нижньої білизни Emporio Armani — «Sensual Collection Andrea Doness». А в лютому 2016 року, під час Тижня моди в Мілані, Манчіні відкривав показ Emporio Armani.
Фабіо співпрацював із численними світовими брендами, серед яких: Dolce & Gabbana, Вів'єн Вествуд, Dirk Bikkembergs, Marithé et François Girbaud, Ermanno Scervino, Brioni, Carolina Herrera, Aigner, Carlo Pignatelli, Vince Camuto, Pierre Cardin та багато інших.
У 2015 році Фабіо дебютував у базовій чоловічій колекції бренду нижньої білизни Incanto. Також він знявся у промо-ролику для рекламної кампанії цього бренду. У тому ж році Манчіні взяв участь у показі Rocco Barocco на Тижні жіночої моди Women's Fashion Week Spring у Мілані.
У сезоні 2016 року Фабіо став обличчям колекції одягу Massimo Dutti та колекції нижньої білизни Pierre Cardin.
Манчіні з'явився на обкладинках журналів Hachi Magazine, David Magazine, Harper's Bazaar, Men's Health та Vogue.

## Досягнення
- У 2014 та 2015 роках Models.com включив Манчіні до списку найсексуальніших чоловіків.[19].
- 2015 року Vogue дав звання «Найкраща фитнес-модель 2015 Vogue Hommes».[20]
- Манчіні з'явився у списку «Топ-50 найсексуальніших чоловічих моделей усіх часів», за версією Out Magazine[21].
- Входить до списку «П'ять найкращих італійських моделей» Milan Fashion Week-2016 за версією Vogue[22].
- 2015 року визнано фаворитом серед моделей Dolce & Gabbana, за версією Vogue[23]